# Marc Bell (auteur)
Pour les articles homonymes, voir Marc Bell et Bell.
Marc Bell, né le 24 novembre 1971, est un auteur de bande dessinée canadien.
Inspiré par les bande dessinée absurdes du tout début du XXe siècle autant que par la bande dessinée underground des années 1960, Mac Bell déploie une œuvre singulière autant sous forme de fanzines auto-produits, d'anthologies éditées par Fantagraphics ou Drawn & Quarterly, que d'expositions dans des galeries des États-Unis, du Canada, des Pays-Bas ou de Russie.

## Ouvrages
- Marc Bell, Stroppy, Cornélius, 2018 (ISBN 978-2915492583)
- Marc Bell, Shrimpy et Paul, Cornélius, 2010 (ISBN 978-2915492583)